# Bang Chan
Christopher Chan Bang (Hangul: 방찬; Katakana: バンチャン, sinh ngày 3 tháng 10 năm 1997 tại Seoul, Hàn Quốc), thường được biết đến với nghệ danh Bang Chan, là một nam ca sĩ, nhạc sĩ, rapper, dancer người Úc gốc Hàn. Anh đảm nhiệm vị trí trưởng nhóm, hát dẫn, nhảy phụ, rap phụ và producer của nhóm nhạc nam Stray Kids do công ty JYP Entertainment thành lập và quản lý. Anh là thành viên thuộc team producer 3RACHA.

## Tiểu sử
Bang Chan sinh vào tháng 10 năm 1997, là con trai cả trong một gia đình có ba người con ở Seoul, Hàn Quốc. Anh có 1 người em gái (2004) và một người em trai (2006). Trong suốt thời thơ ấu của mình, Chan đã chuyển đến Sydney, Australia và chuyển nhà nhiều lần. Anh tham gia các lớp học khiêu vũ bao gồm cả múa ba lê và nhảy hiện đại. Anh cũng rất thích chơi thể thao và giành được nhiều giải thưởng về bơi lội.

## Sự nghiệp

### 2010-2017: Thực Tập TạiJYP Entertainment
Năm 2010, ở tuổi 13, anh đã vượt qua một buổi thử giọng địa phương ở Úc cho JYP Entertainment. Mặc dù tuổi còn trẻ, anh ấy đã chuyển đến Hàn Quốc để đào tạo tại JYP Entertainment. Bang Chan đã chính thức gia nhập JYP Entertainment vào ngày 11 tháng 4 năm 2011. Trong thời gian thực tập tại công ty, Chan đã kết bạn với nhiều người bạn thân bao gồm GOT7, Twice, Day6 và Lily của NMIXX. Chan đã đào tạo tại JYP Entertainment trong 7 năm, chứng kiến những người bạn thực tập sinh của mình ra mắt mà không có anh ấy.
Cuối năm 2016, Bang Chan thành lập nhóm nhạc mang tên 3RACHA  với các thành viên Han (J.ONE) và Changbin (SPEARB). Chan gây ấn tượng với tài làm beat và kĩ năng rap điêu luyện. Vào ngày 18 tháng 1 năm 2017, họ đã tải lên mixtape không có tiêu đề đầu tiên của mình, J: / 2017 / Mixtape, lên SoundCloud, bao gồm bảy bản nhạc. Nhóm tiếp tục phát hành các album mở rộng tự sáng tác trên Soundcloud.

Sau đó, vào tháng 8 năm 2017, JYP Entertainment và Mnet tổ chức một chương trình thực tế sống còn để ra mắt một nhóm nhạc thần tượng nam. Đến đêm chung kết, Bang Chan được xác nhận là sẽ debut cùng Stray Kids.

### 2018-nay: Ra mắt vớiStray Kids
Vào ngày 25 tháng 3 năm 2018, Bang Chan đã có màn ra mắt được chờ đợi từ lâu với mini-album "I am NOT" và bài hát chủ đề "District 9". Anh đam nhận vị trí trưởng nhóm, hát phụ, nhảy phụ, nhà soạn nhạc, người viết lời và rap dẫn của Stray Kids.
Vào 2021, Stray Kids đã dành vị trí quán quân trong chương trình thực tế Kingdom : Legendary War. Bang Chan đã cùng Han và Changbin thuộc 3RACHA sáng tác và làm mới tất cả các bài hát trong cuộc thi. Điều đó đã góp phần vào chiến thắng của Stray Kids.
Bang Chan là một trong những nghệ sĩ trẻ tuổi nhất nằm trong top 50 nghệ sĩ sở hữu nhiều bản quyền âm nhạc nhất trên KOMCA tính đến tháng 10 năm 2020. Vào tháng 6 năm 2021, Bang Chan cũng đã ghi danh vào top nghệ sĩ có nhiều bản quyền bài hát với 90 bài hát được đăng kí trên KOMCA.

### 2023: Mở tài khoản Instagram cá nhân
Ngày 2 tháng 8, cùng với 5 thành viên khác của Stray Kids, Bang Chan đã chính thức mở tài khoản Instagram cá nhân với tên gọi gnabnahc.

## Thông tin bổ sung
- Đến từ Australia và mang quốc tịch Úc, gốc Hàn[7].
- Chan có 1 người em gái tên là Hannah (2004) và 1 người em trai tên là Lucas (2006).
- Gia nhập JYP và trở thành thực tập sinh vào năm 2010.
- Thành lập ra nhóm rap 3RACHA cùng với Han (J.ONE) và Changbin (SPEARB) với nghệ danh CB97.
- Đã từng xuất hiện trong MV "Like Ooh Ahh" của Twice và trong MV "Only You" của tiền bối Miss A.
- Mã số của anh tại Korea Music Copyright Association (KOMCA) là: Z0504304[8].
- Chan từng học tại trường trung học Cheongdam (SK-Talk Time 180422). Trước khi rời Sydney, Chan từng học tại trường Trung học Biểu diễn Nghệ thuật Newtown.
- Seungmin và Chan học cùng trường trung học.
- Chan đã từng tham gia các lớp múa ba lê và nhảy hiện đại.
- Chan muốn trở thành một ca sĩ vì anh ấy thích làm cho mọi người có khoảng thời gian vui vẻ từ khi còn là một đứa trẻ.
- Bang Chan đã chuyển nhà 5 lần khi anh ấy sống ở Úc: 1. Strathfield, NSW; 2. Drummoyne, NSW; 3.Enfield, NSW; 4.Belmore, NSW; 5. Greenacre, NSW
- Chan là bạn cùng nhà với I.N.
- Chan đã được đào tạo trong 7 năm.
- Chan tự mình thành lập nhóm, hỗ trợ các thành viên.
- Chan cũng tạo ra tên nhóm và logo thiết kế của họ.
- Dựa trên ý kiến của các thành viên, biệt danh của Chan là: "Kangaroo", vì anh ấy có thể nhảy rất cao, và "Ma cà rồng" hoặc "Vamp-chan", do làn da quá trắng của anh ấy.
- MBTI của Chan là ENFJ.
- Chan thích những ngày nắng hơn mưa, thích mùa hè hơn mùa đông và khi gặp bạn bè sẽ tán gẫu thật nhiều.
- Chan thích chơi thể thao.
- Hồi nhỏ Chan từng tắm nắng đến mức bị phỏng phải nhập viện.

## Hoạt động cá nhân

#### Bài hát
| Phát hành  | Tiêu đề                                                                                  | Ghi chú                                                                          |
| ---------- | ---------------------------------------------------------------------------------------- | -------------------------------------------------------------------------------- |
| 16/05/2020 | Changbin (Feat. Bang Chan) "Streetlight" \| [Stray Kids : SKZ-PLAYER]                    | Bài hát của Changbin, có sự xuất hiện của Bang Chan                              |
| 29/05/2020 | Bang Chan "인정하기 싫어" \| [Stray Kids : SKZ-RECORD]                                   | [ 10 ]                                                                           |
| 14/09/2020 | We Go (Bang Chan, Changbin, HAN)                                                         | Với Changbin, HAN                                                                |
| 15/01/2021 | I.N "막내온탑" (Feat. Bang Chan, Changbin) \| [Stray Kids : SKZ-PLAYER]                  | Bài hát của I.N, có sự xuất hiện của Bang Chan và Changbin                       |
| 18/06/2021 | Bang Chan, Changbin, Felix, Seungmin "오늘 밤 나는 불을 켜" \| [Stray Kids : SKZ-PLAYER] | Với Changbin, Felix, Seungmin                                                    |
| 27/06/2021 | TZUYU MELODY PROJECT "ME! (Taylor Swift)" Cover by TZUYU (Feat. Bang Chan of Stray Kids) | Bài hát của Taylor Swift, cover bởi Tzuyu (Twice), có sự xuất hiện của Bang Chan |
| 02/07/2021 | Bang Chan, Lee Know "Drive" \| [Stray Kids : SKZ-PLAYER]                                 | Với Lee Know                                                                     |
| 13/09/2021 | Stray Kids "강박 (방찬, 현진)(Red Lights (Bang Chan, Hyunjin))" Video                    | Với Hyunjin                                                                      |
| 18/03/2022 | 승민, 아이엔) Waiting For Us (Bang Chan, Lee Know, Seungmin, I.N)                        | Với Lee Know, Seungmin, I.N                                                      |
| 07/10/2022 | 3RACHA (방찬, 창빈, 한) 3RACHA (Bang Chan, Changbin, HAN)                                | Với Changbin, HAN                                                                |
| 21/12/2022 | ZONE (방찬, 창빈, 한) ZONE (Bang Chan, Changbin, HAN)                                    | Với Changbin, HAN                                                                |
| 21/12/2022 | Connected (방찬) Connected (Bang Chan)                                                   | [ 20 ]                                                                           |
| 25/12/2023 | Bang Chan, I.N “Black Hole" \| [Stray Kids : SKZ-RECORD]                                 | Với I.N                                                                          |
| 01/03/2024 | Bang Chan "Eternity" \| [Stray Kids : SKZ-RECORD]                                        | [ 22 ]                                                                           |

#### Vlog
| Phát hành  | Tiêu đề                                                               | Ghi chú                   |
| ---------- | --------------------------------------------------------------------- | ------------------------- |
| 11/01/2020 | [One Kid's Room(원키즈룸)] Ep.06 Bang Chan                            | [ 23 ]                    |
| 30/03/2020 | [SKZ VLOG] Bang Chan : STAY! 찬이 집으로 가자                         | [ 24 ]                    |
| 18/08/2020 | [SKZ VLOG] Bang Chan : CHAN BANG VLOG                                 | Có sự xuất hiện của Felix |
| 02/10/2021 | [SKZ VLOG] Bang Chan : CHAN BANG VLOG 2                               | [ 26 ]                    |
| 14/02/2022 | [2 Kids Room] Ep.04 Bang Chan X HAN                                   | Với HAN                   |
| 07/03/2022 | [2 Kids Room] Ep.07 Bang Chan X Lee Know                              | Với Lee Know              |
| 11/04/2022 | [2 Kids Room] Ep.12 Bang Chan X I.N                                   | Với I.N                   |
| 25/04/2022 | [2 Kids Room] Ep.14 Bang Chan X Changbin                              | Với Changbin              |
| 30/05/2022 | [2 Kids Room] Ep.19 Bang Chan X Felix                                 | Với Felix                 |
| 13/06/2023 | [2 Kids Room] Ep.21 Bang Chan X Hyunjin                               | Với Hyunjin               |
| 11/07/2022 | [2 Kids Room] Ep.25 Bang Chan X Seungmin                              | Với Seungmin              |
| 17/11/2022 | [SKZ VLOG] Bang Chan : CHAN BANG VLOG 3 in Australia                  | Ở Úc                      |
| 31/03/2023 | [RACHA LOG] Ep.02 방황한 : Bang Chan X Hyunjin X HAN                  | Với Hyunjin, HAN          |
| 06/12/2023 | [2 Kids Show] Ep.03 Bang Chan X Lee Know \| Drive \| with MC Changbin | Với Lee Know, Changbin    |
| 02/12/2023 | [RACHA LOG] Ep.07 지방이 : Bang Chan X Lee Know X HAN                 | Với Lee Know, HAN         |

## Người mẫu tạp chí
| Năm  | Tạp chí            | Số phát hành    | Ghi chú                 |
| ---- | ------------------ | --------------- | ----------------------- |
| 2018 | The Star           | Tháng 5         | Với Stray Kids          |
| 2018 | 10+ STAR Korea     | Tháng 5         | Với Stray Kids          |
| 2018 | Nylon Korea        | Tháng 10        | Với Stray Kids          |
| 2018 | Dazed Korea        | Tháng 11        | Với Stray Kids          |
| 2019 | Dazed Korea        | Tháng 2         | Với Stray Kids          |
| 2019 | Marie Claire Korea | Tháng 4         | Với Stray Kids          |
| 2019 | 1st Look           | Tháng 5         | Với Stray Kids          |
| 2019 | Dazed Korea        | Tháng 8         | Với Stray Kids          |
| 2019 | MXI x Kwave        | Số 5            | Với Stray Kids          |
| 2019 | ARENA HOME+        | Tháng 11        | Solo                    |
| 2020 | Nylon guys Japan   | Tháng 2         | Với Stray Kids          |
| 2020 | SHEL'TTER Japan    | Tháng 3         | Với Stray Kids          |
| 2020 | JJ Japan           | Tháng 4         | Với Stray Kids          |
| 2020 | RAY Japan          | Tháng 5         | Với Stray Kids          |
| 2020 | Barfout! Japan     | Tháng 6/Vol.297 | Với Stray Kids          |
| 2020 | Singles Korea      | Tháng 9         | Với Stray Kids          |
| 2020 | Vogue Korea        | Tháng 10        | Với Stray Kids          |
| 2020 | CUT Japan          | Tháng 11        | Với Stray Kids          |
| 2020 | Mini Japan         | Tháng 12        | Với Stray Kids          |
| 2020 | CanCam Japan       | Tháng 12        | Với Stray Kids          |
| 2020 | Nikkei Japan       | Tháng 12        | Với Stray Kids          |
| 2021 | ELLE Korea         | Tháng 1         | Với Han, Hyunjin, Felix |
| 2021 | MEN'S FOLIO        | Tháng 3         | Solo                    |
| 2021 | 1st Look           | Tháng 5         | Với Stray Kids          |
| 2021 | W Korea            | Tháng 7         | Với Stray Kids          |
| 2021 | Singles Korea      | Tháng 10        | Với Stray Kids          |

## Danh sách show đã tham gia
- Chương trình thực tế sống còn
  - Stray Kids (Mnet, 2017)
  - Kingdom: Legendary War (Mnet, 2021)[40][41]